# Поездка в Америку 2
«Поездка в Америку 2» (англ. Coming 2 America) — американская кинокомедия режиссёра Крэйга Брюэра по сценарию Дэвида Шеффилда, Бэрри У. Блауштейна и Кеньи Бэрриса. Сиквел фильма «Поездка в Америку» (1988). Главную роль сыграл Эдди Мёрфи. Также в фильме снялись Арсенио Холл, Джермейн Фаулер, Лесли Джонс, Шэри Хидли, Джон Эймос, Трейси Морган, Уэсли Снайпс и Джеймс Эрл Джонс. Он отметил последнее кинопоявление Луи Андерсона перед его смертью 21 января 2022 года.
Премьера фильма в США была запланирована на 18 декабря 2020 года, но из-за пандемии COVID-19 вышел в интернете, на платформе Prime Video 5 марта 2021 года. Компания Paramount Pictures продала права на показ фильма Amazon за 125 миллионов долларов.

## Сюжет
Прошло 30 лет со дня поездки принца Замунды Акима в нью-йоркский Куинс, куда тот ездил в поисках жены. Король Замунды Джаффе умирает, а Аким становится новым королём. У Акима и его жены Лизы есть проблема с наследником. За 30 лет совместной жизни у них родилось три дочери, но ни одного мальчика. По законам же Замунды унаследовать трон может только мужчина. Над Замундой нависает угроза со стороны соседнего государства Нексдория, которым управляет генерал Иззи. Он брат первой невесты Акима Имани. Теперь он хочет женить своего сына Иди на старшей дочери Акима Мике. Шаман рассказывает Акиму о своём видении, из которого следует, что у Акима где-то всё же есть сын. Сэмми подтверждает, что тогда в Куинсе у Акима были интимные отношения с одной из местных женщин, но тот этого не помнит, так как находился в состоянии наркотического опьянения.
Король Аким прибывает в Куинс в поисках своего внебрачного сына. Он находит Лавелла у Мэдисон-сквер-гарден, где тот спекулирует билетами. Аким привозит Лавелла и его мать в Замунду. Генерал Иззи не оставляет попыток претендовать на трон Замунды. Теперь уже он хочет женить новоиспечённого принца Лавелла на своей дочери Бопото. Лавеллу же, чтобы стать полноценным наследником престола, нужно пройти ряд традиционных испытаний. Мика помогает Лавеллу пройти испытание со львом. За день до свадьбы Лавелл узнаёт, что его брак с Бопото — это некий сговор между его отцом и генералом Иззи. К тому же его смущает безропотная покорность Бопото. Лавелл сбегает домой в Куинс с королевской парикмахершей Мирембе, с которой он успел сблизиться.
Генерал Иззи требует, чтобы свадьба состоялась. Король Аким срочно отправляется в Америку. Там Лавелл и Мирембе уже собираются обвенчаться. Аким сначала противится этому, но потом принимает выбор сына, ведь в молодости он сам сбежал в Америку, чтобы избежать брака по принуждению и найти настоящую любовь. Аким издаёт указ, по которому после его смерти престол наследует его старшая дочь Мика. Лавелла же назначают послом Замунды в США.

## В ролях
- Эдди Мерфи — Аким Джоффер / Кларенс / Ренди Ватсон / Соул
- Арсенио Холл — Сэмми / Моррис / преподобный Браун / шаман Баба
- Жермен Фаулер — Лавелл Джансон, сын Акима
- Лесли Джонс — Мэри Джансон
- Трейси Морган — Дядя Рим
- Кики Лэйн — Мика
- Шэри Хидли — Лиза
- Уэсли Снайпс — Генерал Иззи
- Тейяна Тейлор — Бопото
- Джеймс Эрл Джонс — Джаффе Джоффер
- Белла Мерфи — Омма Джоффер
- Акили Лав — Тинаше Джоффер
- Пол Бейтс — Оха
- Джон Эймос — Клео МакДауэлл
- Луи Андерсон — Морис, работник закусочной
- Ротими — Иди Иззи, сын генерала Иззи
- Ванесса Белл Кэллоуэй — Имани Иззи
- Номзамо Мбата — Мирембе
- Лунелл Кэмпбелл — Ливия, тётя Лавелла
- Гарсель Бове — Грейс
- Тревор Ноа — Тотаци Бибиняна, ведущий Zamunda News Network
- Колин Джост — Мистер Дьюк
- Морган Фриман — В роли себя

## Создание

### Подготовка
В январе 2017 года было опубликовано сообщение, в котором говорилось о предстоящих съёмках сиквела оригинального фильма. Также сообщалось, что Кевин Мишер выступит в качестве продюсера фильма, а Дэвид Шеффилд и Бэрри У. Блауштейн напишут сценарий к кинокартине. Однако оставалось неизвестным, будут ли принимать участие в съёмках ведущие актёры оригинальной картины — Эдди Мерфи и Арсенио Холл.
11 января 2019 года было анонсировано, что Эдди Мерфи вернётся к исполнению главной роли, а Крейг Брюэр станет режиссёром кинокартины. Брюэр до этого работал вместе с Мерфи на съёмках фильма «Меня зовут Долемайт» для платформы Netflix. Чуть позже было сообщено, что Арсенио Холл также повторит свою роль, а также то, что в фильме будут задействованы Шэри Хидли, Джон Эймос, Пол Бэйтс и Джеймс Эрл Джонс. 12 августа 2019 года стало известно, что Хидли сыграет в фильме роль Лизы Макдауэлл, девушки, в которую влюблён Аким.
Мэдж Синклер, которая сыграла в оригинальном фильме роль королевы Аолеон, матери принца Акима, скончалась в 1995 году. Её персонаж не будет задействован в сюжете грядущей картины. Также было сообщено, что возвращение Сэмюэля Л. Джексона, сыгравшего грабителя в оригинальном фильме, не ожидается в сиквеле.

### Съёмки
Съёмки картины начались 17 августа 2019 года в Атланте. Рик Росс позднее подтвердил, что в ходе съёмок его особняк в Джорджии будет задействован в качестве локации. 1 октября 2019 года в интервью сайту Collider Мерфи подтвердил, что съёмки фильма «Полицейский из Беверли-Хиллз 4» начнутся после завершения работы над фильмом «Поездка в Америку 2». Съёмки официально завершились 9 ноября 2019 года.

## Саундтрек
В начале февраля 2021 года синглом была выпущена композиция «I’m a King» в исполнении Bobby Sessions и Megan Thee Stallion. Целиком саундтрек был выпущен 5 марта на лейбле Def Jam Recordings.
Треклист:
1. Teyana Taylor, Jermaine Fowler and Brandon Rogers — «Gett Off» (1:55)
2. Bobby Sessions and Megan Thee Stallion — «I’m a King» (3:16)
3. Beau Young Prince — «We Got the Moves» (2:22)
4. Tiwa Savage — «Koroba» (2:35)
5. YG featuring Big Sean — «Go Big» (2:49)
6. Public Enemy featuring Ice-T and PMD — «Smash the Crowd» (3:06)
7. Davido — «Assurance» (4:02)
8. Tekno — «Waka Waka» (2:30)
9. Gladys Knight — «Midnight Train from Zamunda» (1:33)
10. En Vogue, Salt-N-Pepa, Randy Watson and Sexual Chocolate — «Whatta King/We Are Family Mashup» (2:41)
11. Mi Casa — «These Streets» (5:27)
12. John Legend and Burna Boy featuring Nile Rodgers — «Coming 2 America» (2:32)

## Приём
Фильм получил смешанные отзывы от критиков. На сайте Rotten Tomatoes рейтинг «свежести» фильма составляет 49 %, на Metacritic — 52 балла из 100.